# Liste des cathédrales du Kosovo
Cet article recense les cathédrales du Kosovo.

## Liste

### Église catholique romaine
Cathédrales de l'Église catholique romaine :
| Ville    | Cathédrale                                                               | Diocèse          | Illustration |
| -------- | ------------------------------------------------------------------------ | ---------------- | ------------ |
| Prizren  | Cathédrale Notre-Dame-du-Perpétuel-Secours Katedralja e Zojës Ndihmëtare | Prizren-Pristina |              |
| Pristina | Cathédrale Sainte-Mère-Teresa Katedralja e Nënë Terezës                  | Prizren-Pristina |              |

### Église orthodoxe serbe
Cathédrales de l'Église orthodoxe serbe :
| Ville    | Cathédrale                    | Éparchie    | Illustration |
| -------- | ----------------------------- | ----------- | ------------ |
| Prizren  | Cathédrale Saint-Georges      | Ras-Prizren |              |
| Prizren  | Église de la Vierge de Leviša | Ras-Prizren |              |
| Pristina | Cathédrale du Christ-Sauveur  | Ras-Prizren |              |